# Supremat
Der oder das Supremat (lateinisch suprēmus „der, die, das Oberste, Höchste, Äußerste“) bezeichnet eine Oberhoheit. Das Wort wird oft verwendet, um den Führungsanspruch eines politischen oder religiösen Führers oder Staates zu betonen. Davon abgeleitet ist Suprematie (Vorherrschaft).